# Heike Neu
Heike Neu (* 10. Februar 1965 in Saarbrücken) ist eine ehemalige deutsche Ruderin. 

## Sportliche Karriere
Heike Neu ruderte für den Ruderverein Saarbrücken. Beim Deutschen Meisterschaftsrudern belegte sie im Zweier ohne Steuerfrau von 1983 bis 1986 zweimal den zweiten Platz, 1985 siegte sie mit Elke Riesenkönig. Im Vierer mit Steuerfrau gewann Neu den Meistertitel 1984 und 1986. 1989 siegte sie im neuen Vierer ohne Steuerfrau.
Neus internationale Karriere begann bei den Junioren-Weltmeisterschaften 1982, als sie mit Ute Reichelt Dritte im Zweier wurde, 1983 erruderte sie zusammen mit Elke Riesenkönig die Silbermedaille. 1984 bei den Olympischen Spielen 1984 in Los Angeles erreichten Heike Neu, Sabine Hinkelmann, Kerstin Rehders, Angelika Beblo und Steuerfrau Heidrun Barth den sechsten Platz im Vierer. Alle Crewmitglieder ruderten auch im deutschen Achter, der ebenfalls den sechsten Platz belegte. Bei den Weltmeisterschaften 1985 traten Neu und Riesenkönig im Zweier an und belegten den fünften Platz. 1986 in Nottingham wurden die beiden Saarbrückerinnen als Siegerinnen des B-Finales Siebte im Zweier. Bei den Weltmeisterschaften 1989 erreichte Heike Neu das Finale im Vierer ohne Steuerfrau und belegte den sechsten Platz.